# Кшкар
Кшкар — село в Арском районе Татарстана. Входит в состав Новокишитского сельского поселения.

## География
Находится в северо-западной части Татарстана, в верховье реки Семит, в 31 км к северо-западу от районного центра — города Арска.

## История
Основано во времена Казанского ханства. В исторических документах упоминается также под названием Каискар.
В XVIII веке в селе действовала мечеть. В середине XVIII века при ней было открыто медресе. В 1774 году построено новое здание мечети и медресе.
Кшкарское медресе в конце XVIII – первой половине XIX века являлось одним из самых крупных и известных мусульманских учебных заведений России. В медресе обучались шакирды из Казанской, Оренбургской, Пензенской и Рязанской губерний. Кшкарское медресе закрыто в 1918 году; в 1930-е годы закрыта мечеть, минарет разобран.
В XVIII – первой половине XIX века жители села относились к сословию государственных крестьян. Основные занятия жителей в этот период – земледелие и скотоводство, были распространены пчеловодство, ткачество, обувной промысел.
В «Списке населённых мест Российской империи», изданном в 1866 году по сведениям 1859 года, населённый пункт упомянут как казённая деревня Кискары (Наянгуловские Сенные Покосы) Казанского уезда Казанской губернии (2-го стана). Располагалась по правую сторону большого торгового тракта из Казани в город Уржум, при речке Семите, в 68 верстах от уездного и губернского города Казань и в 26 верстах от становой квартиры, города Арска. В деревне, в 130 дворах проживали 1198 человек (608 мужчин и 590 женщин), была мечеть, 5 медресе, 2 фабрики: китаичная и кумачная.
По сведениям 1863 года, в селе действовало 5 татарских училищ (мектебов).
В начале XX века в селе действовали 2 мечети, медресе, ветряная мельница, 2 суконные фабрики, 4 мелочные лавки. Земельный надел сельской общины составлял 958,5 десятины.
До 1920 года село входило в Ново-Кишитскую волость Казанского уезда Казанской губернии. С 1920 года в составе Арского кантона ТАССР. С 10 августа 1930 года в Тукаевском, с 25 марта 1938 года в Атнинском, с 12 октября 1959 года в Тукаевском, с 1 февраля 1963 года в Арском районах.
В 1930 году в селе организованы 2 колхоза: «Кшкар» и «Автодор», в 1989 году колхоз села вошёл в состав колхоза «Урал», позже коллективное предприятие «Урал». С 2001 года коллективное предприятие «Кишет», с 2017 года общество с ограниченной ответственностью «Кишет».
До 2005 года в селе работал детский сад.

## Население
| 1782 | 1859 | 1897 | 1908 | 1920 | 1926 | 1938 | 1949 | 1958 | 1970 | 1979 | 1989 | 2002 | 2010 | 2015 |
| ---- | ---- | ---- | ---- | ---- | ---- | ---- | ---- | ---- | ---- | ---- | ---- | ---- | ---- | ---- |
| 67   | 1198 | 480  | 434  | 444  | 411  | 465  | 262  | 481  | 492  | 392  | 317  | 319  | 250  | 234  |

Национальный состав села — татары.

## Экономика

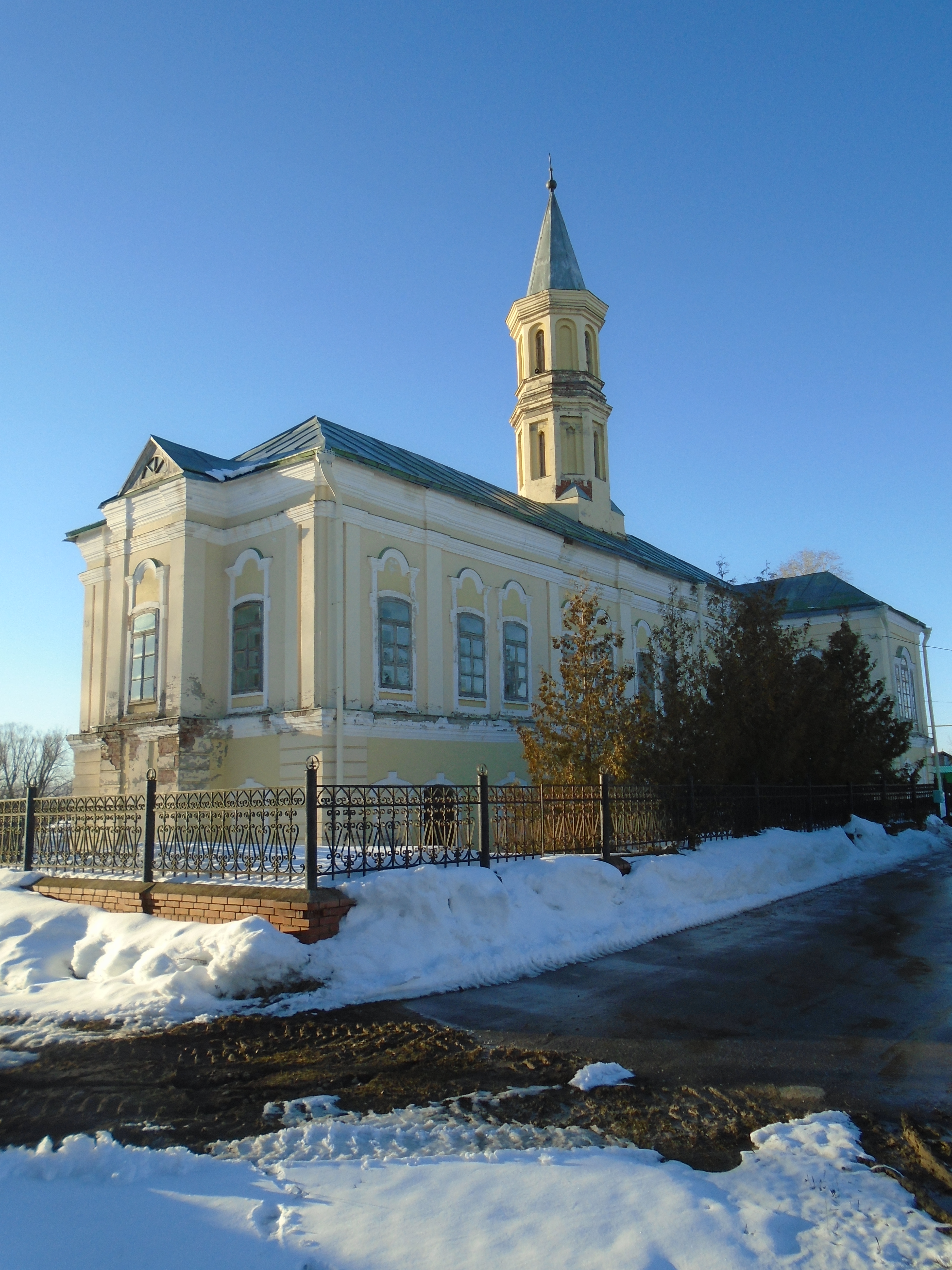
Мечеть села Кшкар

Жители работают в «Кишет», занимаются полеводством, мясо-молочным скотоводством.

## Инфраструктура
Действуют начальная школа, клуб, библиотека, фельдшерско-акушерский пункт.

## Религия
В конце 1990-х годов мечеть реконструирована; с 2002 года действует; памятник культовой архитектуры в стиле барокко, с элементами восточной архитектуры и татарского декоративного искусства в интерьере.